# Spot (album)
Spot is een album uit 1993 van de Duitse band And One.
Het album werd opgenomen in de Machinery Studio in Berlijn en gemixt door Jor Jenka en Steve Naghavi. Joke Jay is te horen als achtergrondzanger en drummer.

## Nummers
1. Wild Pain – 3:38 

2. Life Isn't Easy in Germany – 3:41 

3. Consequence of Time – 4:09 

4. Spontanverkehr – 4:34 

5. Friend of Stars – 5:17 

6. Hall of Souls – 6:12 

7. Recover You – 4:45 

8. Der Erste Stein – 1:54 

9. Tanz der Arroganz – 4:17 

10. The And – 2:52 

11. Spot – 2:42 

12. t/m 40. (ruis) 

41. Wild Pain (alternatieve versie) - 3:36